# بيتر أشيسون
بيتر أشيسون (بالإنجليزية: Peter Acheson)‏ هو لاعب كرة القدم الغالية أيرلندي، ولد في 15 مارس 1990.